# Nantwich and Market Drayton Railway

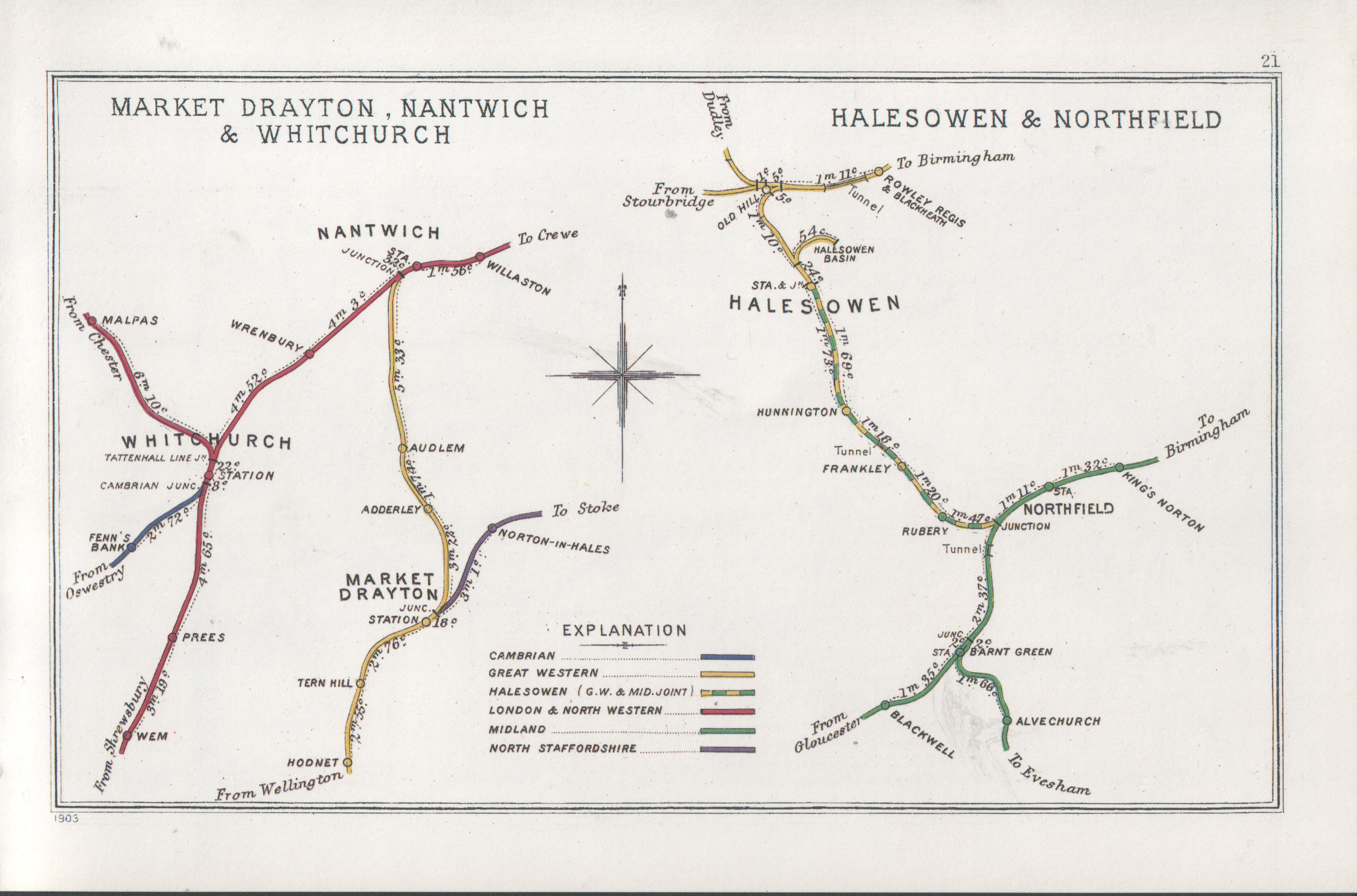
Railway Junction Diagram

Die Nantwich and Market Drayton Railway war eine britische Eisenbahngesellschaft in Cheshire und Shropshire in England.

## Geschichte
Unter dem Namen „Market Drayton and Madeley Railway“ begannen Planungen für den Bau einer Bahnstrecke zwischen Nantwich und Market Drayton. Die Gesellschaft wurde als Nantwich and Market Drayton Railway am 7. Juni 1861 gegründet, um eine normalspurige Bahnstrecke zu errichten. Erster Vorsitzender war Reginald Corbet aus Adderley. Die Finanzierung erfolgte durch Aktien in Höhe von 60.000 Pfund Sterling und Anleihen in Höhe von 20.000 Pfund Sterling. Die 14,6 Kilometer lange Strecke wurde am 20. Oktober 1863 eröffnet. Ursprünglich sollte der Betrieb der Strecke durch die London and North Western Railway erfolgen, jedoch wurde ab Betriebsbeginn die Great Western Railway als Betriebsführer gebunden.
Zusammen mit dem Abschnitt der Wellington and Market Drayton Railway und den Strecken der London and North Western Railway von Nantwich/Crewe nach Manchester wurde eine Verbindung zwischen dem Streckennetz der Great Western Railway in Wellington und Manchester hergestellt. 1864 bestand erneut Kapitalbedarf in Höhe von 80.000 Pfund Sterling, um die einspurige Strecke mit einem weiteren Streckengleis zu versehen. Erneut wurden 60.000 Pfund in Aktien und 20.000 Pfund in Anleihen aufgenommen. Mit Wirkung vom 1. Juli 1897 wurde die Gesellschaft von der Great Western Railway übernommen.